# نادي سان أندرو
نادي سان أندرو هو نادي كرة قدم إسباني أٌسس عام 1909. يلعب النادي في الدوري الإسباني الدرجة الثانية بي.